# Entiminae
Le  Entimine (Entiminae Schönherr, 1823) sono una sottofamiglia di Insetti appartenente all'ordine dei Coleotteri (insetti che generalmente possiedono due paia di ali come, ad esempio, scarabeidi, coccinelle, lucanidi, crisomelidi, maggiolini, tonchi e carabidi) e alla famiglia dei Curculionidi. Questa sottofamiglia comprende circa 12.000 specie.

## Tassonomia

### Tribù
- Agraphini Horn, 1876
- Alophini LeConte, 1874
- Anomophthalmini Morrone, 1998
- Anypotactini Champion, 1911
- Blosirini Lacordaire, 1863
- Brachyderini Billberg, 1820
- Celeuthetini Lacordaire, 1863
- Cneorhinini Lacordaire, 1863
- Cratopodini Hustache, 1919
- Cylydrorhinini Lacordaire, 1863
- Cyphicerini Lacordaire, 1863
- Ectemnorhinini Lacordaire, 1863
- Elytrurini Marshall, 1956
- Embrithini Marshall, 1943
- Entimini Schönherr, 1823
- Eudiagogini LeConte, 1874
- Eupholini Günther, 1943
- Eustylini Lacordaire, 1863
- Geonemini Gistel, 1856
- Holcorhinini Desbrochers des Loges, 1898
- Hormorini Horn, 1876
- Laparocerini Lacordaire, 1863
- Leptostethini Lacordaire, 1863
- Lordopini Schönherr, 1823
- Mesostylini Reitter, 1913
- Myorhinini Marseul, 1863
- Nastini Reitter, 1913
- Naupactini Gistel, 1848
- Northognathini Marshall, 1916
- Omiini Shuckard, 1840
- Oosomini Lacordaire, 1863
- Ophryastini Lacordaire, 1863
- Otiorhynchini Schönherr, 1826
- Ottistirini Heller, 1925
- Pachyrhynchini Schönherr, 1826
- Peritelini Lacordaire, 1863
- Phyllobiini Schönherr, 1826
- Polycatini Marshall, 1956
- Polydrusini Schönherr, 1824
- Premnotrypini Kuschel, 1956
- Pristorhynchini Heer, 1847 †
- Prypnini Lacordaire, 1863
- Rhyncogonini Sharp, 1919
- Psallidiini Lacordaire, 1863
- Sciaphilini Sharp, 1891
- Sitonini Gistel, 1848
- Tanymecini Lacordaire, 1863
- Tanyrhynchini Schönherr, 1826
- Trachyphloeini Lacordaire, 1863
- Tropiphorini Marseul, 1863
- Typhlorhinini Kuschel, 1954

### Lista di alcuni generi diffusi in Europa
- Otiorhynchus Germar, 1822
- Peritelus Germar, 1824
- Phyllobius Germar 1824
- Polydrusus Germar 1817
- Sitona Germar 1817